# Pedro Francisco Luna Pachón
Pedro Francisco Luna Pachón (* 29. Juni 1881 in Los Santos de Maimona; † 15. März 1967) war ein spanischer Geistlicher.
Luna Pachón wurde am 18. Juni 1905 zum Priester für die Franziskaner geweiht. Am 10. Juli 1926 ernannte Papst Pius XI. ihn zum  Apostolischen Vikar von El Beni o Beni in Bolivien und am 17. Juli 1926 zum Titularbischof von Titiopolis. Am 26. September 1926 weihte Gaetano Cicognani, Apostolischer Nuntius in Bolivien, ihn zum Bischof. Mitkonsekratoren waren Auguste Steffert, Bischof von La Paz, und Juno Garet, Bischof von Cochabamba. 1953 trat er als Bischof zurück.